# Blindspot
Blindspot är en amerikansk TV-serie i genren brott/ drama/ action, som började visas den 21 september 2015 i USA på tv-kanalen NBC. Serien är skapad av Martin Gero, och medverkande skådespelare är Sullivan Stapleton, Jaimie Alexander och Rob Brown.

## Handling
Blindspot handar om en tatuerad kvinna (Jaimie Alexander), som har förlorat sitt minne och känner inte sin egen identitet. Den amerikanska polismyndigheten FBI upptäcker snart att alla tatueringar på hennes kropp innehåller ledtrådar till brott de måste lösa.

## Rollista (i urval)
| Sullivan Stapleton     | – Special Agent Kurt Weller                 |
| Jaimie Alexander       | – Taylor Shaw/Jane Doe                      |
| Rob Brown              | – FBI Agent Edgar Reade                     |
| Audrey Esparza         | – FBI Agent Tasha Zapata                    |
| Marianne Jean-Baptiste | – Bethany Mayfair, FBI:s Assistant Director |
| Ukweli Roach           | – Dr. Borden                                |
| Ashley Johnson         | – Special Agent Patterson                   |

## Episoder
| Nr. | Tital                                                  | Regisserad av         | Skriven av                  | Ursprungligt sändningsdatum | Miljoner åskådare |
| --- | ------------------------------------------------------ | --------------------- | --------------------------- | --------------------------- | ----------------- |
| 1   | "Woe Has Joined" "Who is Jane Doe"                     | Mark Pellington       | Martin Gero                 | September 21, 2015          | 16,59             |
| 2   | "A Stray Howl" "Taylor Shaw"                           | Mark Pellington       | Martin Gero                 | September 28, 2015          | 15,12             |
| 3   | "Eight Slim Grins" "The Missing Girl"                  | Steve Shill           | Eoghan Mahony & Martin Gero | Oktober 5, 2015             | 14,71             |
| 4   | "Bone May Rot" "Or Maybe Not"                          | Karen Gaviola         | Christina M. Kim            | Oktober 12, 2015            | 13,79             |
| 5   | "Split the Law" "The Past Will"                        | Mark Pellington       | Brendan Gall                | Oktober 19, 2015            | 13,43             |
| 6   | "Cede Your Soul" "Cloud Our Eyes"                      | Rob Hardy             | Alex Berger                 | Oktober 26, 2015            | 13,31             |
| 7   | "Sent on Tour" "Trust No One"                          | Steve Shill           | Chris Pozzebon              | November 2, 2015            | 13,42             |
| 8   | "Persecute Envoys" "Suspect Everyone"                  | Marcos Siega          | Chelsey Lora                | November 9, 2015            | 13,19             |
| 9   | "Authentic Flirt" "Lift the Curtain"                   | David McWhirter       | Katherine Collins           | November 16, 2015           | 12,97             |
| 10  | "Evil Handmade Instrument" "And Unveil the Mastermind" | Marcos Siega          | Christina M. Kim            | November 23, 2015           | 12,19             |
| 11  | "Cease Forcing Enemy" "In Case of Emergency"[21]       | Rob Seidenglanz       | Martin Gero                 | Februari 29, 2016           | TBA               |
| 12  | "Scientists Hollow Fortune"[23]                        | TBA (To be announced) | TBA                         | Mars 7, 2016                |                   |
| 13  | "Erase Weary Youth"[24]                                | TBA                   | TBA                         | Mars 14, 2016               |                   |
| 14  | "Rules in Defiance"[25]                                | TBA                   | TBA                         | Mars 21, 2016               |                   |